# Produktbenchmarking
Im Produktbenchmarking werden die einzelnen Attribute von Produkten am „Benchmark“ gemessen und mit dem eigenen Produktportfolio verglichen. Der Benchmark stellt den Marktführer im Produktsegment dar. Über den Vergleich werden in einer Potentialanalyse Potentiale für das eigene Produkt abgeleitet, um die eigene Position am Markt zu verbessern.

## Attribute
Als zu untersuchende Attribute kommen vordringlich in Frage:
- Ziel des Produkts,
- Funktion,
- Stückzahlen,
- Aufbau (Stückliste),
- verwendete Technologien,
- Materialien und vor allem
- Kosten.

Ein direkter Vergleich von Produkten, deren Funktion oder Zweck identisch sind, fällt zumeist aufgrund verschiedener Herstellungs-Technologien und Designs der Produkte durchaus schwer.
Für einen Vergleich werden deshalb abstrakte Definitionen der Teilfunktionen der Produkte getroffen. Grundlage dazu ist die Funktionenanalyse in der Wertanalyse. Diese kann mit einfachen Hilfsmitteln wie Flipchart, Tabellen, oder Tabellenkalkulation durchgeführt werden.
Mit zunehmender Produktkomplexität können eigens entwickelte Benchmarking-Systeme mit dem Fokus auf Produkt- und Prozessbenchmarking helfen. Hierbei helfen Datenbanksysteme (Benchmarking-Datenbanken, Benchmarking-Software) um Informationen organisieren und analysieren zu können. Unterschieden wird in Datenbanken, die allgemeingültige Informationen für die Öffentlichkeit bereitstellen und in Datenbank-Systeme, die unternehmensspezifisches Know-how verwalten und im Intranet der jeweiligen Unternehmen gehostet werden.